# Harlech
Harlech is een kustplaats in het noordwesten van Wales. Het ligt aan de baai van Tremadog in het Nationaal park Snowdonia. 59% van de inwoners spreekt er Welsh. De stad is vooral bekend om het Harlech Castle, waarvan de bouw in 1283 door koning Eduard I werd begonnen, later door Owain Glyndŵr werd ingenomen en ook een vesting van Hendrik VII werd.
Het Guinness Book of Records maakte in juli 2019 bekend dat de steilste weg op aarde in Harlech ligt. Dat is Ffordd Pen Llech met een hellingsgraad van 37,45%. Dunedin in Nieuw-Zeeland had tot dan met Baldwin Street het record. De helling werd gemeten aan steeds de laagste kant van de straat, dat was meestal de linker- of de rechterkant. Na een evaluatie werd besloten steeds in het midden van de weg te meten. Hieruit bleek dat Baldwin Street toch de steilste straat is met een helling van 34,8% tegen Ffordd Pen Llech met een helling van 28,6%.